# Одарённый человек
«Одарённый человек» (англ. «A Gifted Man») — американский телесериал, премьера которого состоялась на телеканале CBS 23 сентября 2011 года. Сериал о талантливом, но эгоцентричном хирурге Майкле Холте (Патрик Уилсон), который задается вопросом о своей цели в жизни, после того, как Майкла посетил дух его покойной бывшей жены Анны Пол (Дженнифер Эль). Режиссёр пилотного эпизода Джонатан Демми, который также является исполнительным продюсером шоу вместе с писателем Сюзанной Грант. Первые тринадцать эпизодов транслировались по пятницам в 8:00 вечера (23 сентября 2011 — 10 февраля 2012 года), в то время как последние три из 16 эпизодов сезона были показаны в пятницу 9:00 вечера (17 февраля 2012 г. — 2 марта 2012 года). Телесериал «Одарённый человек» был отменён каналом CBS 10 мая 2012 года.

## Сюжет
Майкл Холт (Патрик Уилсон) — талантливый, но эгоцентричный хирург высококлассной клиники в Нью-Йорке. Он живёт роскошной жизнью, благодаря своим богатым клиентам, но, тем не менее, он недоволен своей жизнью и равнодушно относится к тем, кто его окружает. Но привычный мир Майкла рушится, когда к нему приходит призрак его бывшей жены Анны Пол (Дженнифер Эль), которая недавно погибла в автокатастрофе. Анна просит Майкла помочь бесплатной клинике, которой она раньше управляла. Ему придётся лечить бедных, нуждающихся пациентов, которые сильно отличаются от его обычных респектабельных клиентов. Сестра Майкла Кристина (Джули Бенц), мать-одиночка, пытается заботиться о своём проблемном сыне-подростке Мило (Лиам Эйкен). Она верит в сверхъестественное и в восторге от идеи, что Анна снова появилась в жизни брата. Кристина считает, что Майкл был лучше, когда Анна была рядом.

## Актёрский состав
- Патрик Уилсон — доктор Майкл Холт
- Дженнифер Эль — Анна Пол, дух бывшей жены Майкла
- Марго Мартиндейл — Рита Перкинс-Холл, помощник Майкла
- Джули Бенц — Кристина Холт, сестра Майкла
- Лиам Падрик Эйкен — Мило, племянник Майкла
- Пабло Шрайбер — Энтон Литл-Крик, шаман и духовный целитель
- Риз Койро — доктор Зик Барнс, врач, работающий в клинике Анны
- Рашель Лефевр — доктор Кейт Сикора
- Эрик Ла Салль — Эдвард «И-Мо» Моррис, психиатр-невропатолог в клинике Майкла
- Майк Дойл — Виктор Ланц, анестезиолог в клинике Майкла

## Производство
Сериал «Одарённый человек» выпускался CBS Television Studios и Timberman-Beverly Productions. Джонатан Демми, Сюзанна Грант, Сара Тимберман, Карл Беверли и Нил Баэр являются исполнительными продюсерами. Демми был режиссёром, а Лукас Джордж — продюсером пилотного эпизода. В ноябре 2011 CBS заказало еще 3 дополнительных эпизода к сериалу, в результате чего первый сезон состоит из 16 серий.